# Marco Polo (Doctor Who)
Marco Polo es el cuarto serial de la serie británica de ciencia ficción Doctor Who, emitido en siete episodios semanales del 22 de febrero al 4 de abril de 1964. Aunque existe el audio y fotografías de esta historia, no ha sobrevivido ningún fragmento de la grabación original, siendo el más antiguo de los seriales de Doctor Who perdidos. La historia está ambientada en China, en el año 1289, donde los protagonistas interactúan con el mercader y explorador veneciano Marco Polo y con el emperador Chino Kublai Khan. La historia evita todo elemento de ciencia ficción más allá de la explicación de cómo el Doctor y sus acompañantes han viajado al pasado.

## Argumento
La tripulación de la TARDIS llega a la región del Himalaya de Catai en 1289. La nave queda gravemente dañada y son recogidos por la caravana de Marco Polo en su camino a través de la ruta de la seda para ver al emperador Kublai Khan. La historia cuenta los esfuerzos del Doctor y sus acompañantes de frustrar las maquinaciones de Tegana, que intenta sabotear la caravana durante su viaje por Pamir y por el tracionero desierto de Gobi, y finalmente asesinar a Kublai Khan en Pekín en lo más alto de su poder imperial. El Doctor y sus compañaeros también intentan recuperar la TARDIS, que Marco Polo se ha llevado para dársela a Kublai Khan en un esfuerzo de ganarse su confianza. Finalmente logran derrotar a Tegana, y con ello se ganan el respeto del emperador hacia Marco Polo, que les permite partir.

## Episodios históricos
Los episodios históricos como Marco Polo, que no presentan elementos de ciencia ficción más allá de la trama básica del programa, eran bastante comunes en las primeras temporadas de Doctor Who. Marco Polo es notable por introducir muchos elementos educativos, tanto históricos como científicos, ya que esa era la función original del programa. La siguiente aventura histórica llegaría más adelante en la primera temporada con The Aztecs, e historias similares seguirían siendo producidas regularmente hasta 1967, cuando el formato puramente histórico sería abandonado tras The Highlanders. El formato histórico vivió una última aparición en 1982 con Black Orchid, y en varias novelas y dramas de audio. Sin embargo, salvo en ese serial, no volvería a haber seriales históricos en la serie televisiva.

## Producción
| Episodio              | Fecha de emisión      | Duración | Espectadores en millones | Estado en el archivo               |
| --------------------- | --------------------- | -------- | ------------------------ | ---------------------------------- |
| The Roof of the World | 22 de febrero de 1964 | 24:12    | 9,4                      | Solo existen fotogramas y el audio |
| The Singing Sands     | 29 de febrero de 1964 | 26:34    | 9,4                      | Solo existen fotogramas y el audio |
| Five Hundred Eyes     | 7 de marzo de 1964    | 22:20    | 9,4                      | Solo existen fotogramas y el audio |
| The Wall of Lies      | 14 de marzo de 1964   | 24:48    | 9,9                      | Solo existen fotogramas y el audio |
| Rider of Shang-Tu     | 21 de marzo de 1964   | 23:26    | 9,4                      | Solo existen fotogramas y el audio |
| Mighty Kublai Khan    | 28 de marzo de 1964   | 25:36    | 8,4                      | Solo existen fotogramas y el audio |
| Assassin at Pekin     | 4 de abril de 1964    | 24:48    | 10,4                     | Solo existen fotogramas y el audio |
| [ 1 ] [ 2 ] [ 3 ]     |                       |          |                          |                                    |